# Колібрі-вусань чорночубий
Колі́брі-вусань чорночубий (Lophornis helenae) — вид серпокрильцеподібних птахів родини колібрієвих (Trochilidae). Мешкає в Мексиці і Центральній Америці.

## Опис

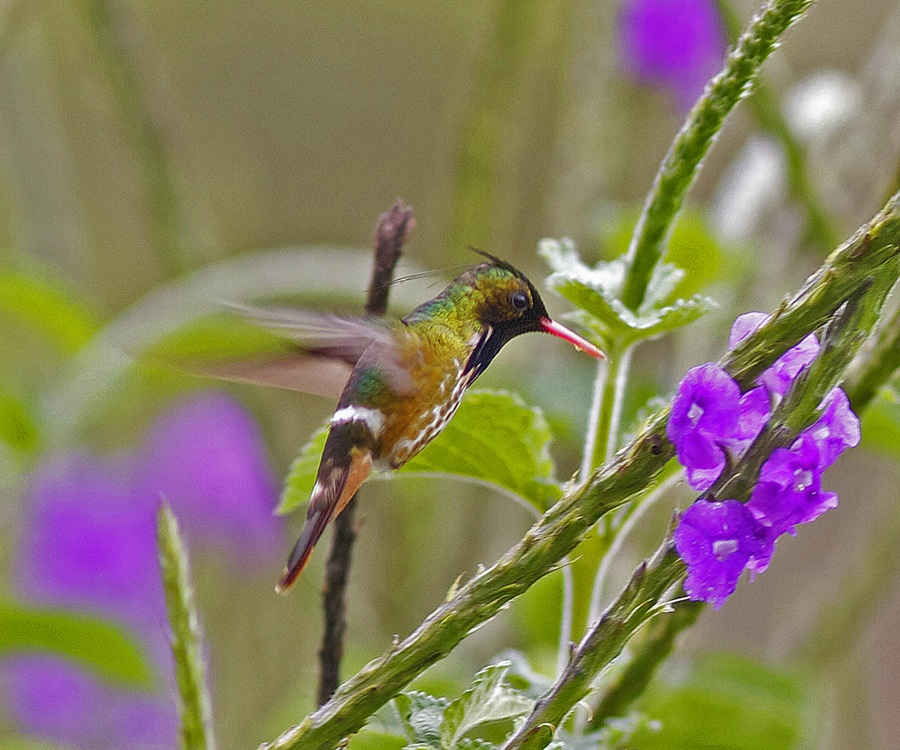
Чорночубий колібрі-вусань

Довжина птаха становить 6,3-7,7 см, вага 2,6-2,8 г. У самців тім'я темно-зелене з металевим відблиском, на тімені тонкий зеленувато-чорний чуб. Потилиця і спина бронзово-зелені з металевим відблиском, чорнувате надхвістя відділене від спини білою смугою. Центральні стернові пера тьмяно-зеленувато-бронзові, біля основи рудувато-коричневі, кінчики у них темні. Крайні стернові пера рудувато-коричневі. Підборіддя і верхня частина грудей жовтувато-зелені з металевим відблиском, знизу окаймлені чонрою смугою. На горлі з боків є пучки охристого з чорними краями пір'я. Груди бронзові з металевим відблиском, живіт і боки білі з бронзово-металевими плямами, гузка рудувато-коричнева. Дзьоб яскраво-червоний з чорним кінчиком.
У самиць верхня частина тіла темно-зелена або бронзово-зелена, на надхвісті вузька біла смуга. Чуб на тімені відсутній. Надхвістя чорне з бронзовим відблиском. Центральні стернові пера оливково-бронзові, біля основи рудувато-коричневі, кінчики у них чорнуваті. Крайні стернові пера рудувато-коричневі з широкою чорною смугою на кінці. Обличчя чорне. Підборіддя і горло блідо-сірувато-охристі або коричнюваті, пучки пір'я на горлі відсутні. Груди металево-бронзові, живіт білий, поцяткований металево-бронзовими плямами, гузка рудувато-коричнева. Дзьоб зверху чорний, знизу червоний з темним кінчиком. Забарвлення молодих птахів є подібне до забарвлення самиць, однак у молодих самців на голові є невеликий чуб, а горло білувате з невеликими чорним "коміром".

## Поширення і екологія
Чорночубі колібрі-вусані мешкають в південній Мексиці (на південь від Веракруса), східній Гватемалі, південному Белізі, східному Гондурасі, Нікарагуа і північній Коста-Риці, окрема популяція мешкає також на тихоокеанських схилах Сьєрра-Мадре-де-Чіапас в Чіапасі і Гватемалі. Вони живуть на узліссях вологих гірських і рівнинних тропічних лісів, на галявинах і в чагарникових заростях. В Мексиці зустрічаються на висоті до 1500 м над рівнем морч, в Коста-Риці на висоті від 300 до 1200 м над рівнем моря. Живляться нектаром квітучих рослин, а також комахами, яких ловлять в польоті або збирають з рослинності. Птахи шукають їжу у верхніх ярусах лісу, пересуваючись за певним маршрутом.